# Милена Трендафилова
Милена Григорова Трендафилова е българска щангистка, състезаваща се в категория 69 kg.
Тя е сред най-успешните български щангистки. Участва на Летните олимпийски игри през 2000 г. в Сидни, както и на Летните олимпийски игри през 2004 г. в Атина. Състезава се и на световни първенства по вдигане на тежести.

## Биография
Трендафилова е родена на 3 май 1970 в квартал Аспарухово, Варна. Занимава се със спорт от 4 клас, първоначално с лека атлетика, но впоследствие се преориентира към вдигането на тежести през 1986 г. Състезава се за ЖСК-Спартак. Става два пъти европейска и веднъж световна шампионка по вдигане на тежести. Следващите ѝ титли са спечелени с Черноморец (Бургас) под ръководството на Димитър Ковачев.
Завършва четвърта на Олимпиадата в Сидни през 2000 г., а на Олимпиадата в Атина през 2004 г. завършва шеста в категорията си.
След като приключва състезателната си кариера става треньорка.

## Резултати
| Световно първенство по вдигане на тежести | Световно първенство по вдигане на тежести | Световно първенство по вдигане на тежести | Световно първенство по вдигане на тежести |
| Година                                    | Място                                     | Медал                                     | Категория                                 |
| ----------------------------------------- | ----------------------------------------- | ----------------------------------------- | ----------------------------------------- |
| 1988                                      | Джакарта, Индонезия                       | 1                                         | 75 kg                                     |
| 1989                                      | Манчестър, Великобритания                 | 1                                         | 75 kg                                     |
| 1990                                      | Сараево, Югославия                        | 1                                         | 75 kg                                     |
| 1991                                      | Донауешинген, Германия                    | 2                                         | 75 kg                                     |
| 1992                                      | Варна, България                           | 2                                         | 67,5 kg                                   |
| 1993                                      | Мелбърн, Австралия                        | 1                                         | 70 kg                                     |
| 1995                                      | Гуанджоу, Китай                           | 1                                         | 70 kg                                     |
| 1999                                      | Атина, Гърция                             | 2                                         | 69 kg                                     |

| Година                | Място                 | Тежест                | Изхвърляне (kg)       | Изхвърляне (kg)       | Изхвърляне (kg)       | Изхвърляне (kg)       | Изтласкване (kg)      | Изтласкване (kg)      | Изтласкване (kg)      | Изтласкване (kg)      | Общо                  | Ранг                  |
| Година                | Място                 | Тежест                | 1                     | 2                     | 3                     | Ранг                  | 1                     | 2                     | 3                     | Ранг                  | Общо                  | Ранг                  |
| Летни олимпийски игри | Летни олимпийски игри | Летни олимпийски игри | Летни олимпийски игри | Летни олимпийски игри | Летни олимпийски игри | Летни олимпийски игри | Летни олимпийски игри | Летни олимпийски игри | Летни олимпийски игри | Летни олимпийски игри | Летни олимпийски игри | Летни олимпийски игри |
| --------------------- | --------------------- | --------------------- | --------------------- | --------------------- | --------------------- | --------------------- | --------------------- | --------------------- | --------------------- | --------------------- | --------------------- | --------------------- |
| 2004 г.               | Атина, Гърция         | 69 kg                 |                       |                       |                       | н/д                   |                       |                       |                       | н/д                   |                       | 6                     |
| 2000 г.               | Сидни, Австралия      | 69 kg                 |                       |                       |                       | н/д                   |                       |                       |                       | н/д                   |                       | 4                     |